# Saratov Aviators 2022
Questa voce raccoglie le informazioni riguardanti i Saratov Aviators nelle competizioni ufficiali della stagione 2022.

## EESL Vtoraja Liga 2022

### Stagione regolare
| Saratov 30 aprile 2022 1ª giornata | Saratov Aviators | 36 – 30 referto | Penza Phoenixes | Stadion Sokol |

| Saratov 15 maggio 2022, ore 12:00 SAMT (11:00 MSK) 2ª giornata | Saratov Aviators | 18 – 2 referto | Samara Bears | Stadion Sokol |

| Samara 29 maggio 2022, ore 13:00 SAMT (12:00 MSK) 3ª giornata | Samara Stormbringers | 38 – 0 referto | Saratov Aviators | SK Lokomotiv |

| Samara 26 giugno 2022, ore 13:00 SAMT (12:00 MSK) 5ª giornata | Samara Bears | 28 – 6 (8-0 14-0 6-6 0-0) referto | Saratov Aviators | SK Lokomotiv |

| Saratov 9 luglio 2022, ore 12:00 SAMT (11:00 MSK) 6ª giornata | Saratov Aviators | 0 – 44 (0-8 0-14 0-14 0-8) referto | Samara Stormbringers | Stadion Sokol |

| Penza 23 luglio 2022 7ª giornata | Penza Phoenixes | 58 – 8 referto | Saratov Aviators | Stadion Pervomajskij |

## Statistiche di squadra
| Competizione      | %Vittorie | In casa | In casa | In casa | In casa | In casa | In casa | In trasferta | In trasferta | In trasferta | In trasferta | In trasferta | In trasferta | Totale | Totale | Totale | Totale | Totale | Totale |
| Competizione      | %Vittorie | G       | V       | N       | P       | Pf      | Ps      | G            | V            | N            | P            | Pf           | Ps           | G      | V      | N      | P      | Pf     | Ps     |
| ----------------- | --------- | ------- | ------- | ------- | ------- | ------- | ------- | ------------ | ------------ | ------------ | ------------ | ------------ | ------------ | ------ | ------ | ------ | ------ | ------ | ------ |
| Stagione regolare | .333      | 3       | 2       | 0       | 1       | 54      | 76      | 3            | 0            | 0            | 3            | 14           | 124          | 6      | 2      | 0      | 4      | 68     | 200    |
| Totale            | .333      | 3       | 2       | 0       | 1       | 54      | 76      | 3            | 0            | 0            | 3            | 14           | 124          | 6      | 2      | 0      | 4      | 68     | 200    |